# Kościół Narodzenia Najświętszej Maryi Panny w Ocicach
Kościół Narodzenia Najświętszej Maryi Panny w Ocicach – rzymskokatolicki kościół parafialny zlokalizowany w Ocicach (powiat bolesławiecki, województwo dolnośląskie). Do rejestru zabytków wpisany został 15 kwietnia 1961 pod numerem A/2000/862.

## Historia
Kościół we wsi był wzmiankowany w 1296. Obecną świątynię zbudowano w XV wieku. Uległa ona późniejszej przebudowie w drugiej połowie XVI wieku oraz rozbudowie w XVIII wieku. Parafię przy kościele powołano w 1957 decyzją arcybiskupa Bolesława Kominka.
Kaplica
W 1749 przy narożniku korpusu dobudowano barokową kaplicę z bogato dekorowanym portalem, zwieńczonym kartuszem zawierającym herb Maltzahn monodram i datę 1749. Rodzina Maltzahn była właścicielem wsi od 1673

## Architektura
Świątynia jest orientowana, wzniesiona na planie prostokąta i przykryta dachem dwuspadowym, a od wnętrza sklepieniem sieciowym w prezbiterium i kolebkowym w nawie. Prezbiterium oddziela od nawy łuk tęczowy. Bryła jest silnie rozczłonkowana i ma dwie wieże: od frontu kwadratową z triforiami, a od południa wyższą, dzwonniczą. W poszczególnych elewacjach znajdują się trzy XVI-wieczne portale kamienne.
Zachowało się częściowe wyposażenie świątyni: późnobarokowy ołtarz główny przeniesiony z ocickiego kościoła ewangelickiego, który pozostaje w ruinie, renesansowa chrzcielnica i XVII-wieczna ambona. W murach umieszczone są płyty nagrobne i epitafia. Kościół otoczony jest cmentarzem, m.in. ze starymi nagrobkami. Wśród nich znajduje się mogiła ks. Edmunda Tkocza (1930-2000), który był we wsi proboszczem przez szesnaście lat.

## Galeria

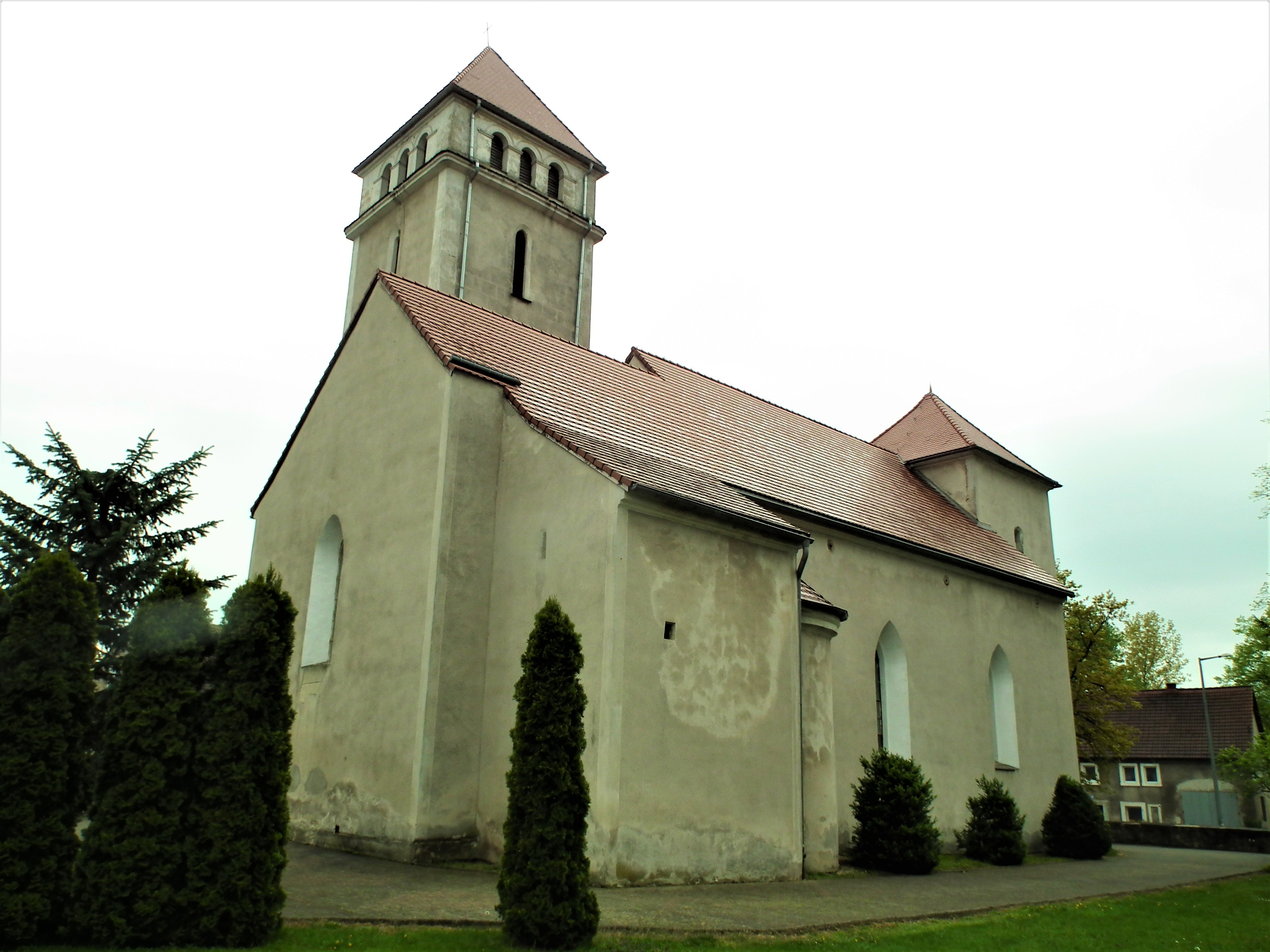
Widok od strony prezbiterium
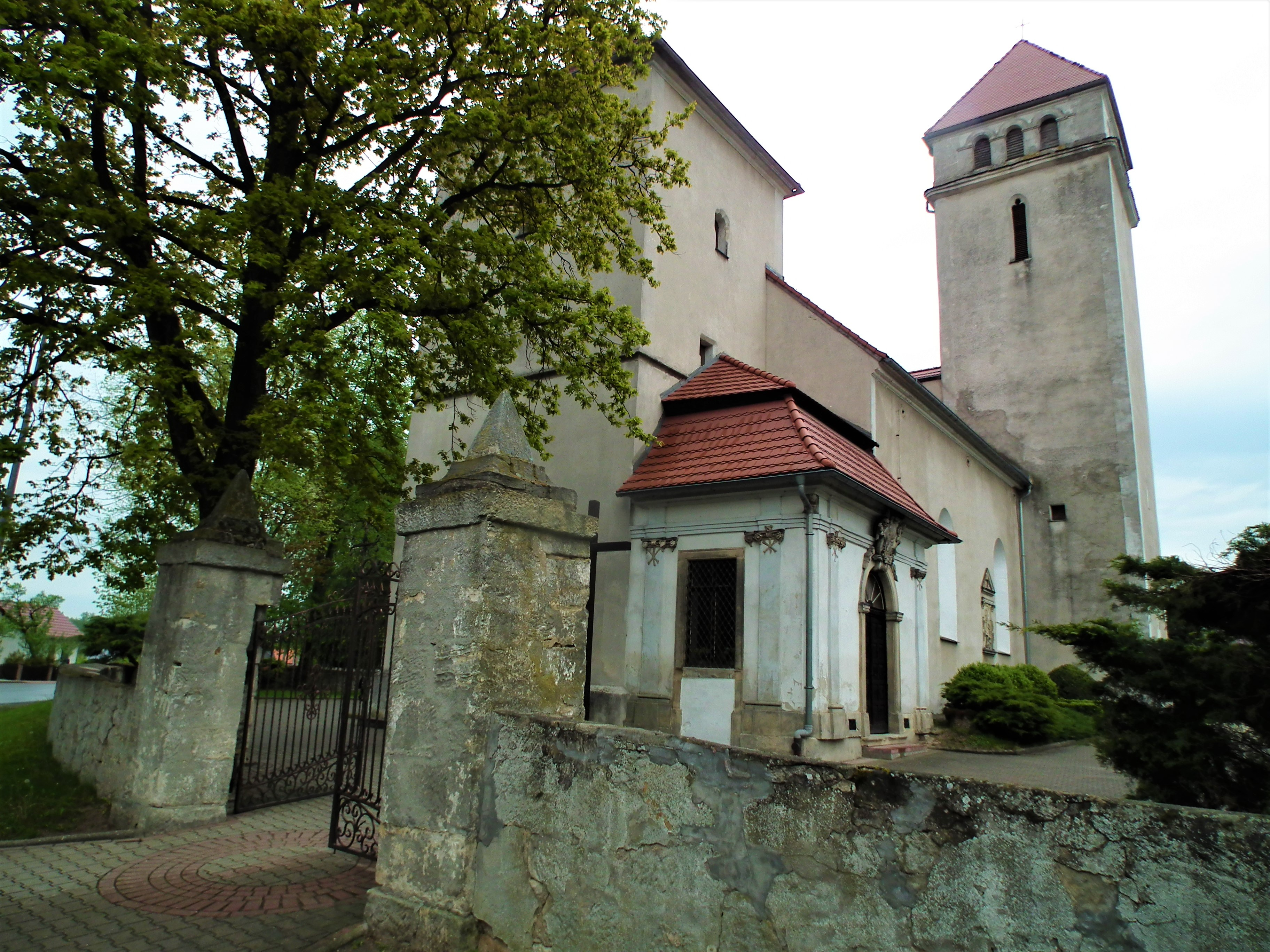
Kaplica z herbem Maltzahn
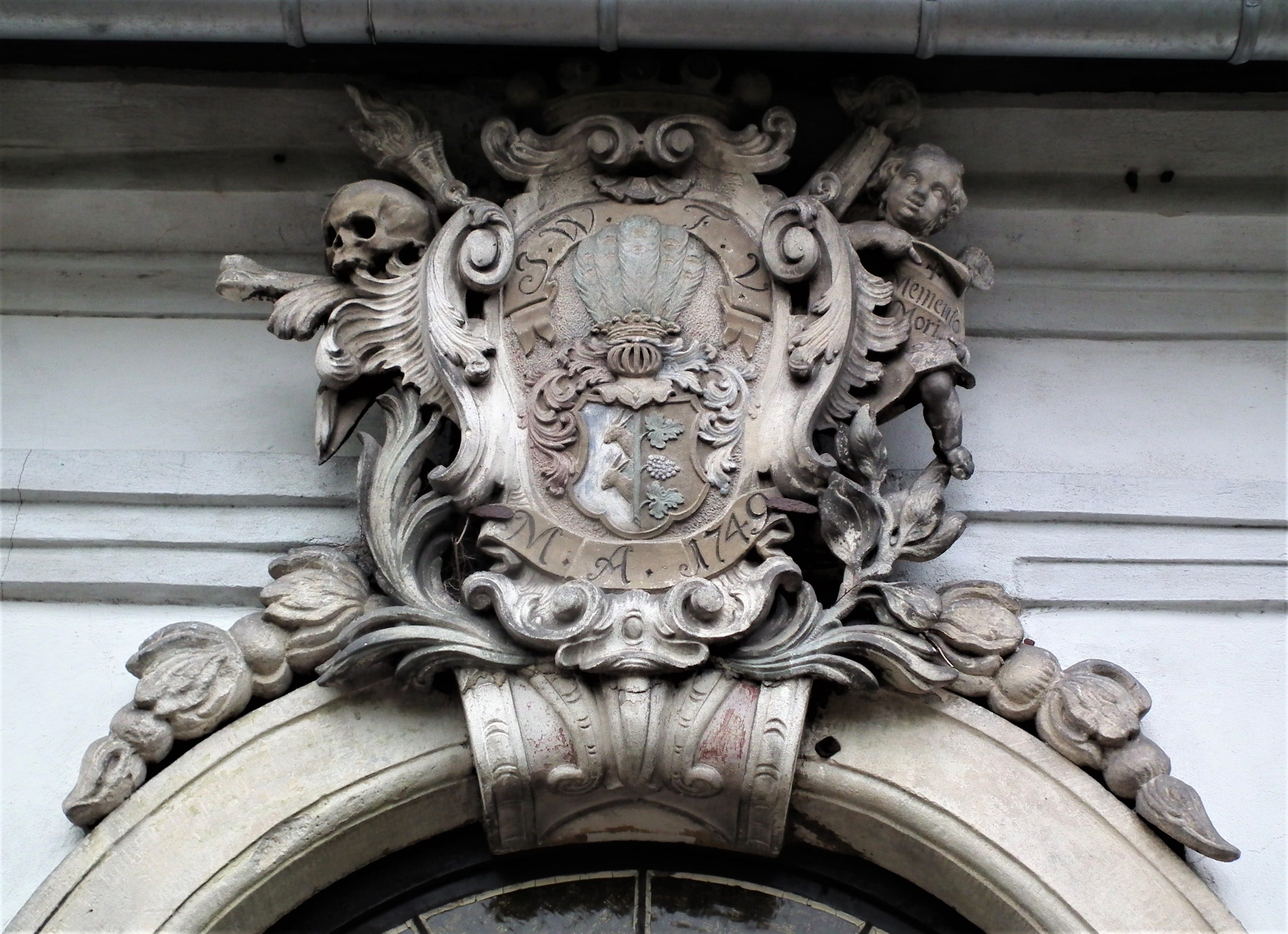
Herb von Maltzahn
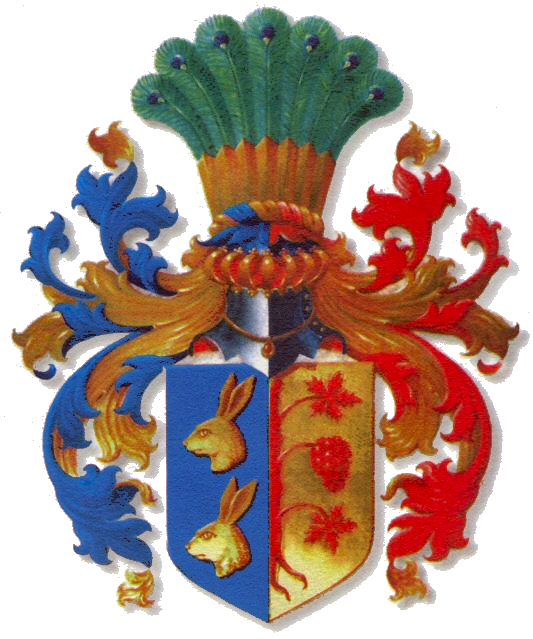
Herb von Maltzahn